# Santa Fe Trail (route)

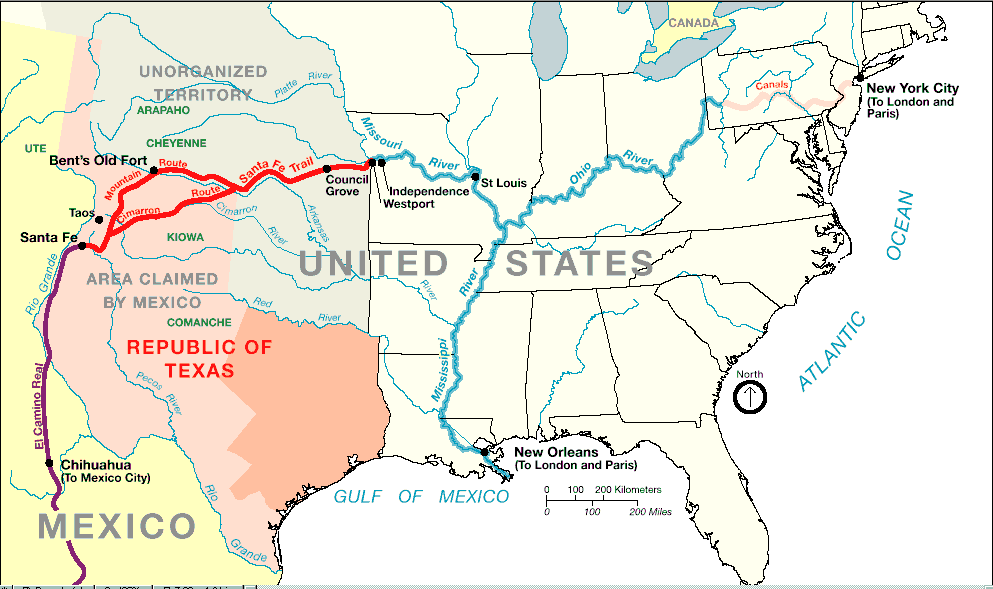
Kaart van de Santa Fe Trail en aansluitende handelsroutes in 1845.

De Santa Fe Trail een historische handelsroute in Verenigde Staten. Afhankelijk van het gebruikte tracé, is de route tussen de 800 en 900 mijl lang (1300-1450 km). De route werd voor het eerst gebruikt door William Becknell in 1821, en verbond de in die tijd al door Amerikaanse kolonisten bevolkte gebieden in Missouri door de prairies en woestijnen van de Great Plains met Santa Fe, dat destijds in Mexico lag. De route liep door het gebied van de Comanche, die compensatie verlangden voor de doortocht. Amerikaanse handelaren handelden langs de route met de Comanche, wat soms meer opleverde dan de handel in Santa Fe. Tijdens de Mexicaans-Amerikaanse Oorlog werd de route in 1846 door het Amerikaanse leger gebruikt om Mexico binnen te vallen. Na de oorlog werd New Mexico deel van de Verenigde Staten en veranderde de richting van de handelskaravanen. Met de komst van een spoorweg naar Santa Fe in de jaren 70 van de 19e eeuw verloor de route zijn belang. Pas in de jaren 30 van de 20e eeuw werden interregionale langs snelwegen of op de historische route gebouwd.
In de Verenigde Staten konden bepaalde goederen veel goedkoper of met betere kwaliteit worden geproduceerd dan in Mexico. Importgoederen uit Spanje konden niet concurreren met de Amerikaanse waar. Er was vooral vraag naar textiel: fijn of grof katoenen weefsels, zijde, fluweel en kant. Ook werden gereedschappen en boeken aan de Mexicanen verkocht. De Mexicaanse handelaren betaalden met goud of zilver of verkochten paarden, muilezels en in beperkte mate huiden van bevers en otters.
De jaarlijkse handel was zelden meer dan een half miljoen dollar waard. Het grootste belang van de Santa Fe Trail was dan ook niet de economische waarde, maar de culturele en politieke functie. De trail was tot de aanleg van spoorlijnen de belangrijkste schakel tussen de Verenigde Staten en New Mexico. Bovendien was deze handel met New Mexico op de pelsjacht na de eerste commerciële Amerikaanse activiteit in het "Wilde Westen", en had op die manier de verdere Amerikaanse verkenning en kolonisatie van het westen stimuleren.